# Pacto con el diablo

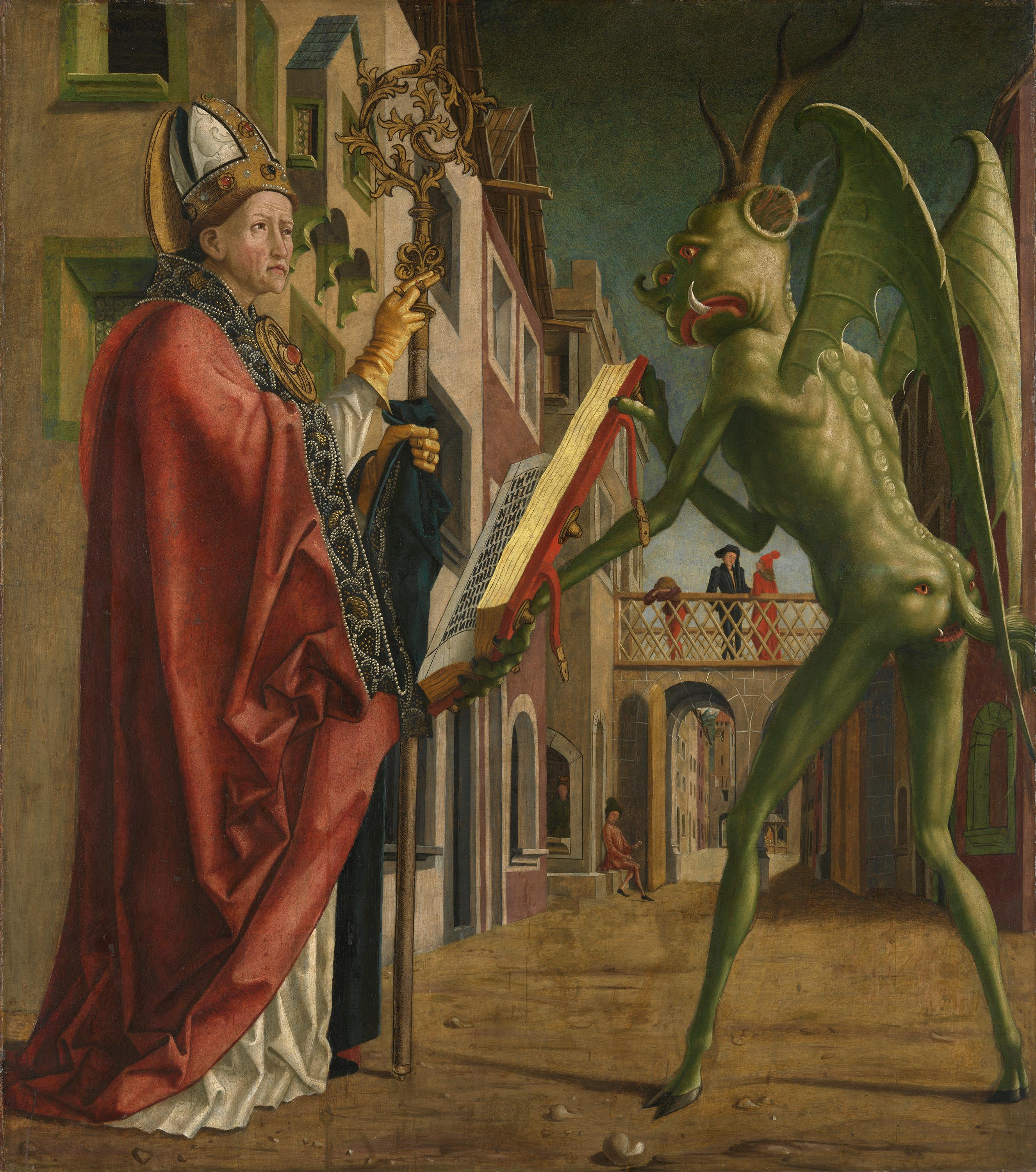
San Agustín y el Diablo, de Michael Pacher.

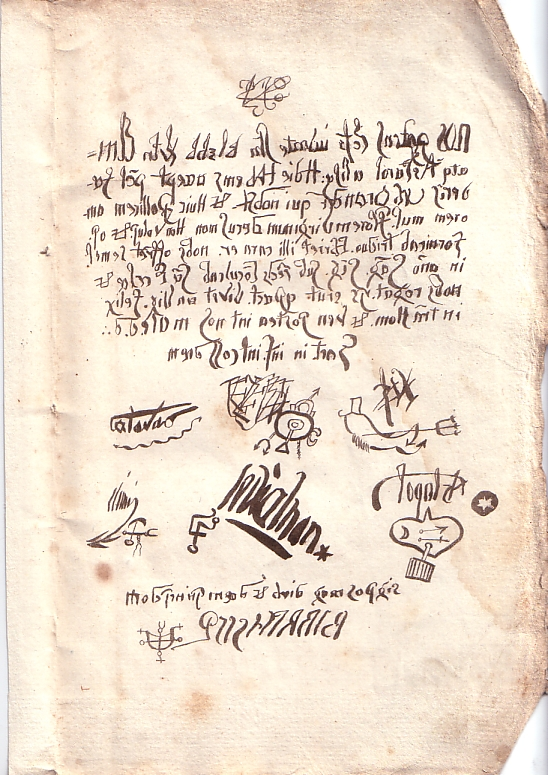
Supuesto pacto con el diablo de Urbain Grandier

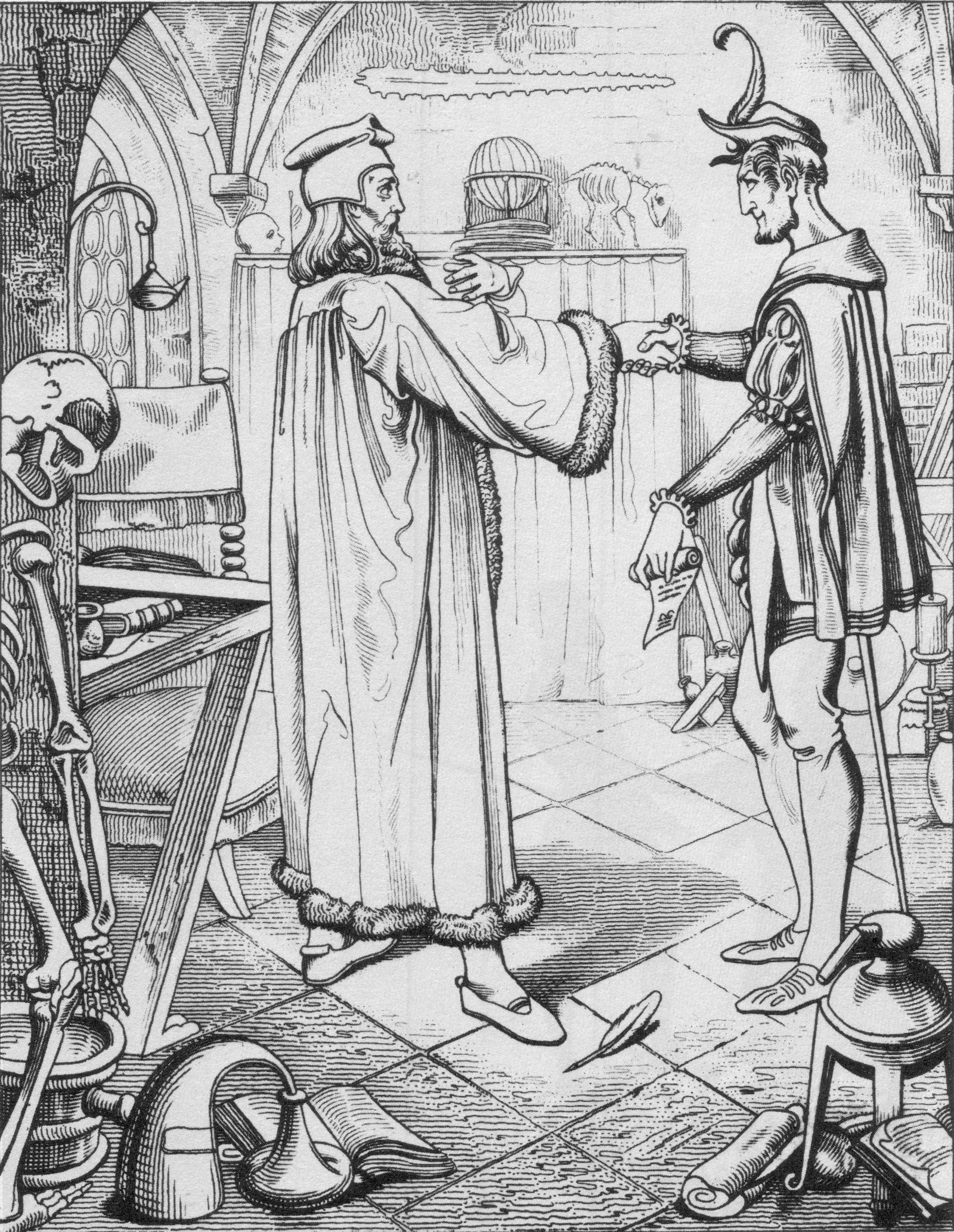
Grabado del pacto de Fausto con Mefistófeles, de Adolf Gnauth (circa 1840)

Un pacto con el diablo (también denominado trato con el diablo, pacto fáustico o generalmente pacto demoniaco) consiste en un acuerdo entre una persona y un ser demoniaco, especialmente el Satanás bíblico. Se trata de una creencia muy difundida en la civilización occidental, que ha dado lugar a muchos relatos folclóricos y recreaciones literarias y artísticas, como la leyenda de Fausto. En el catálogo tipológico de fábulas y cuentos de hadas de Aarne-Thompson, pertenece a la categoría AT 756B, Contrato con el demonio.

## Descripción
Según las creencias cristianas distintas sobre la brujería, el pacto quedaría establecido entre una persona y Satanás o cualquier otro demonio (o demonios): la persona ofrecería su alma a cambio de favores diabólicos poderosos. Estos favores varían según el relato, pero suelen incluir la eterna juventud, el conocimiento, las riquezas, el amor o el poder. Se cree que algunas personas llevan a cabo este pacto sin pedir nada a cambio, como una forma de reconocer en el diablo a su señor. Siguiendo el discurso de las religiones monoteístas occidentales, este trato resultaría muy peligroso pues el precio de tales favores es la condenación eterna del alma. Se trataría, por tanto, de cuentos moralizantes donde el condenado siempre saldría perdiendo. Por otra parte, algunos de estos relatos presentan giros cómicos donde un campesino humilde termina engañando al diablo, casi siempre con base en la letra pequeña del pacto.
Entre los más crédulos, cualquier logro aparentemente sobrehumano se atribuía a un pacto con el demonio: desde los numerosos Puentes del Diablo europeos a la técnica extraordinaria del violinista Niccolò Paganini.
El pacto con el diablo ha sido también un argumento recurrente en las persecuciones inquisitoriales o los libelos de sangre, y probablemente hunde sus raíces en la memoria de los Sacrificios humanos en la Europa Antigua.

## Orígenes
El paganismo no desaparece en Europa hasta el siglo VIII, y su memoria perduró bajo muchas formas de religiosidad popular. Es posible establecer una analogía clara entre los ritos paganos a dioses precristianos que el cristianismo considera maléficos —para obtener su favor— y el pacto con el diablo.
Especialmente, la Apologética y Demonología cristianas hicieron hincapié y exageraron los aspectos más siniestros de estos ritos, en particular los relativos al sacrificio humano. Por ello, perduraba en Europa el meme cultural de los ritos secretos para obtener el favor de fuerzas maléficas.

## Teófilo de Adana, servidor de dos amos
El predecesor del Fausto en la mitología cristiana es Teófilo ("amigo de Dios" o "querido por Dios"): un clérigo infeliz y desesperado por el poco éxito de su carrera mundana debido a la enemistad de su obispo. Vende su alma al diablo para triunfar, pero es redimido por la Virgen María. Esta historia aparece ya en una versión griega del siglo VI escrita por un tal "Eutychianus", que asegura haber sido testigo directo de los hechos.
En el siglo IX, la historia aparece en un texto cristiano llamado Miraculum Sancte Marie de Theophilo penitente; este texto ya introduce la figura de un judío como mediador en el pacto con diabolus, su patrón. Se apunta así el libelo de sangre contra los judíos.
En el siglo X, la monja poetisa Hroswitha de Gandersheim adaptó este texto para un poema narrativo que elabora sobre la bondad intrínseca del cristiano Teófilo e internaliza las fuerzas del Bien y del Mal. Así, atribuyendo al judío el carácter de mago y nigromante. Según su modelo, la Virgen devuelve a Teófilo el contrato maléfico para que se lo enseñe a su congregación, muriendo poco después. Gautier de Coincy (1177/8 – 1236) escribió un largo poema al respecto titulado Comment Theophilus vint a pénitence. Este texto sirvió de base para una obra teatral de Rutebeuf, Le Miracle de Théophile (siglo XIII) donde Teófilo desempeña un papel central, con la Virgen y el Obispo en el lado del Bien y el judío y el diablo, en el lado del Mal.

## La naturaleza del pacto
En la Demonología Cristiana, se pensaba que la persona que había hecho un pacto con el demonio prometía a cambio sacrificarle niños o al menos consagrárselos al nacer (se acusó a muchas matronas de hacer tal cosa debido a la gran cantidad de niños que morían durante el nacimiento en la Edad Media y el Renacimiento). También se suponía que participaría en aquelarres, tendría relaciones sexuales con demonios y concebiría descendencia con los súcubos (o los íncubos si era mujer).
La fantasía de la bruja que participaba en aquelarres nocturnos adorando al diablo, formando parte de un grupo clandestino que realizaba sacrificios humanos y ritos sacrílegos se remonta a la antigüedad. Los cristianos fueron acusados de realizar este tipo de actos en la época del Imperio Romano: durante el siglo II fueron acusados de celebrar reuniones clandestinas en las cuales degollaban niños y mantenían relaciones sexuales no convencionales y adoraban animales. En otras épocas fueron los judíos los acusados de practicar este tipo de aquelarres. Siempre se trataba de grupos minoritarios vistos con malos ojos por la mayoría y los gobernantes. El libro Malleus maleficarum fue el compendio de todas esas fantasías. Las brujas, en su mayoría mujeres, eran allí acusadas de ser responsables de todos los males de la sociedad.
El pacto podía ser oral o escrito. El oral se realizaba mediante invocaciones, conjuros o rituales: una vez que el nigromante cree que el demonio está presente, le pide el favor que sea y ofrece su alma a cambio; de esta manera, no quedarían pruebas de lo sucedido. Sin embargo, en los juicios por brujería siempre aparecían evidencias como la marca diabólica, una señal indeleble causada por el toque del diablo al cerrar el pacto. Esta marca (que podía ser desde una peca a una cicatriz) constituía prueba suficiente de que el pacto diabólico se había producido.
El pacto escrito atraería al demonio de la misma manera pero incluiría un contrato firmado con la sangre del hechicero o de la víctima sacrifical (o, más comúnmente, tinta roja o sangre animal). Los inquisidores elaboraron sofisticados contratos falsos para acusar a sus víctimas, aunque en último término afirmaban que bastaba con haber incluido el propio nombre en un cierto Libro Rojo de Satán. Otros contratos pudieron ser escritos por personas que creían tratar realmente con el diablo.
Normalmente, estos contratos contenían signos extraños que se suponían firmas de demonios, cada uno con su propio sello. 
El significado de la expresión pacto con el diablo se ha expandido hasta incluir intercambios que no tienen relación con el demonio pero implican perseguir una meta (como la venganza) por medios considerados malignos (por ejemplo, el asesinato).

## Supuestos pactos diabólicos a lo largo de la historia
A lo largo de la historia de Occidente, la idea de que algunos personajes famosos "vendieron su alma al diablo" a cambio de fama, fortuna o habilidades especiales, ha sido recurrente. Entre los más célebres se pueden citar a los siguientes:

### Músicos
- Niccolò Paganini, violinista italiano, en los salones de la época se decía que había hecho un pacto con el diablo para poder tocar con su gran virtuosismo. Si bien él no inició este rumor, permitió que circulara.[7]
- Giuseppe Tartini , compositor y violinista veneciano, relató que su sonata El Trino del Diablo estaba inspirada por la aparición del demonio, con el cual hacía un pacto, en un sueño.[8]
- Philippe Musard (1793-1859), compositor francés cuya manera de dirigir la orquesta y la sensualidad de sus composiciones dieron origen al rumor de un pacto con el diablo.[9][10]
- Tommy Johnson (1896-1956) músico de blues. David Evans atribuye a Tommy Johnson un Pacto con el Diablo a cambio de ser el mejor músico de su género, aunque usualmente el relato se refiere a Robert Johnson.[11]
- Robert Johnson (1911-1938), músico de blues, cuya leyenda afirma que conoció a Satanás en una  encrucijada y le vendió su alma para dominar la guitarra.[12]

### Sacerdotes
- El papa Silvestre II (946-1003), un destacado erudito que había estudiado matemáticas y astronomía en el Califato de Córdoba, fue acusado de un pacto diabólico. La leyenda, difundida por William de Malmesbury y el cardenal Beno, sostiene que aprendió brujería, utilizando un libro de hechizos robado a un filósofo árabe[13] y sugiere que logró el trono pontifical con el auxilio de un demonio femenino llamada  Meridiana, cuyo auxilio buscó tras ser rechazado por la mujer que amaba. Otra leyenda dice que ganó el papado jugando a los dados con el diablo.[14]
- Según una leyenda medieval, el monje escriba del Codex Gigas, después de romper sus votos se comprometió a crear en una noche una copia de la Biblia junto a varias obras de erudición que sería el orgullo de su monasterio. Incapaz de terminar la tarea, invocó al Diablo para lograrla. Satanás accedió a cambio del alma del clérigo, quien en reconocimiento añadió una imagen del demonio en el manuscrito.[15]
- El sacerdote y erudito islandés Sæmundur Sigfússon (1056-1133), según el folclore islandés, fue famoso por sus pactos con el diablo, al cual, sin embargo, engañó muchas veces. En una de las historias relativas a este personaje, se cuenta que pidió al diablo que lo llevara desde Europa continental a Islandia en el dorso de un sello. A su llegada hizo que el sello se estampara en una Biblia, lo que hizo huir al demonio y Sæmundur desembarcó sano y salvo.[16]
- Urbain Grandier (1590-1634), sacerdote francés juzgado por brujería y sentenciado a morir en la hoguera, entre los documentos del juicio se presentó un escrito que estipulaba el pacto con el diablo, firmado por Grandier y sellado por siete demonios, incluido el propio Satanás.[17][18]

### Otros
- Johann Georg Faust (1466/80 – 1541), un alquimista, mago y astrólogo itinerante del Renacimiento alemán cuya vida dio origen a la más célebre leyenda de pacto diabólico: Fausto.[19]
- John Fian (ejecutado el 27 de enero de 1591), médico y maestro de escuela acusado de ser un hechicero. Durante los juicios por brujería de North Berwick (Escocia) confesó haber pactado con el diablo y prometió enmendarse, volviendo a la fe cristiana. Según su testimonio, el propio Satanás se presentó en su celda; Fian dijo haber abjurado de su servicio, pero el demonio le auguró que al morir tendría su alma. Más tarde, Fian escapó, fue apresado nuevamente, torturado y ajusticiado.[20]
- Christoph Haizmann (1651/2 – 1700), pintor bávaro que presuntamente firmó dos pactos para ser un "hijo adoptivo" del diablo en 1668.[21]
- Bernard Fokke, capitán de la Compañía Holandesa de las Indias, en el siglo XVII, renombrado por la asombrosa velocidad de su singladura a Java, proeza que dio origen a la leyenda de un acuerdo demoníaco. Se supone que sirvió de modelo a la leyenda del Holandés Errante.[22]
- Jonathan Moulton (1726 – 1787), brigadier general de la milicia de Nueva Hampshire Militia, de quien se dijo que vendió su alma al diablo a cambio de que sus botas se llenasen de monedas de oro cuando, una vez al mes, las colgase junto a la chimenea.[23]